# Brestovany
Brestovany este o comună slovacă, aflată în districtul Trnava din regiunea Trnava, pe malul râului Dudváh⁠(d). Localitatea se află la altitudinea de 136 m deasupra n.m., se întinde pe o suprafață de 16,37 km2 și în 2017 număra 2.658 de locuitori.

## Istoric
Localitatea Brestovany este atestată documentar din 1113.

## Demografie
| An:                | 1994 | 2004   | 2014    | 2024   |
| ------------------ | ---- | ------ | ------- | ------ |
| Număr de persoane: | 1868 | 2015   | 2554    | 2507   |
| Diferență:         |      | +7,86% | +26,74% | −1,84% |

| An:                | 2023 | 2024   |
| ------------------ | ---- | ------ |
| Număr de persoane: | 2518 | 2507   |
| Diferență:         |      | −0,43% |